# 2764 Moeller
A 2764 Moeller (ideiglenes jelöléssel 1981 CN) a Naprendszer kisbolygóövében található aszteroida. Norman G. Thomas fedezte fel 1981. február 8-án.